# وزارة ناجي السويدي
وزارة ناجي السويدي الأولى أو الوزارة السويدية الأولى هي وزارة أنشئت برئاسة ناجي باشا السويدي بعد أن حلت الوزارة السعدونية الرابعة، بعد انتحار رئيس الوزراء عبد المحسن السعدون بتاريخ 13 تشرين الثاني 1929.
كان ناجي السويدي يشغل منصب وزير الداخلية في الوزارة السابقة، وقد كلفه الملك فيصل الأول بتشكيل الوزارة خلفا لعبد المحسن السعدون.

## تشكيلة الوزارة
تأسست الوزارة في 18 تشرين الثاني 1929، واستمرت حتى 23 آذار 1930، وكانت كما يلي:
- رئيس الوزراء ووزير الخارجية: ناجي السويدي
- وزير الداخلية: ناجي شوكت
- وزير المالية: ياسين الهاشمي
- وزير العدلية: عبد العزيز القصاب
- وزير الدفاع: نوري السعيد
- وزير المواصلات والأشغال: محمد أمين زكي
- وزير الري والزراعة: خالد سليمان
- وزير المعارف: عبد الحسين الجلبي